# Macrinus római császár
Imperator Caesar Marcus Opellius Macrinus Augustus, általánosan elterjedt néven Macrinus császár, született Marcus Opellius Macrinus (Iol Caesarea, 164 körül – Kappadókia, 218 júniusa) római császár 217-től 218-ig.

## Előélete
Valószínűleg 164-ben született a mauretaniai Caesareában (ma Sersel, Algéria). Fiatal korában a Historia Augusta szerint gladiátor volt, később vadász, majd hírnök lett. Rómába költözése után jogászként tevékenykedett, a 205-ben elhunyt Plautinusnak volt a jogi tanácsadója. Jogi ismeretei elősegítették abban, hogy a Via Flaminia közlekedési felügyelőjének nevezték ki. Ezzel egyidőben Severus magánvagyonának intézője (procurator thesaurorum) volt. Caracalla császár 212-ben a testőrség parancsnokává (praefectus praetorio) nevezte ki, amit a legénységből előléptetett Oclatinius Adventus társaságában látott el. 216-ban részt vett a császár Pártus Birodalom elleni hadjáratában és a következő évben megkapta a consuli jelvényeket.
Egyes források szerint Macrinus, mint a testőrség parancsnoka a császár Mezopotámiában viselt hadjárata alatt betekinthetett a császár levelezésébe, amiben olyan utalást talált, hogy életét veszély fenyegeti. Megbízásából egy Martialis nevű testőr  217 áprilisában Edessza közelében egy templom meglátogatása közben, leszúrta Caracallát, de az uralkodó nem halt bele a sebbe. Később Macrinus utasítására a császárt a testőrök meggyilkolták.

## Császársága
A merénylőt Macrinus utasítására azonnal meggyilkolták. Mindent elkövetett, hogy a császárgyilkosság felbujtó szerepét eltitkolja. A szenátus először Marcus Oclatinius Adventus, a későbbi (218. évi) consultársa számára ajánlotta fel a császári bíbort, aki előrehaladott korára hivatkozva azt elutasította. A gyilkosság után három nappal Macrinust saját katonái kiáltották ki császárrá. Ő lett az első olyan császár, aki előtte nem volt tagja a szenátusnak és a katonacsászárok első tagjának nevezhető. A szenátorokkal való tanácskozás nélkül foglalta el hivatalát, de a szenátorok Caracalla iránti gyűlöletükben megerősítették címeit és kiváltságait. Dinasztia kialakítására törekedett, ezért felvette a Severus nevet és a kiadott pénzeken ezt tüntette fel. Az új császári ház alapításának reményében 9 éves fia Diadumenianus képmását tüntették fel a pénzeken és az ifjúság hercege (princeps iuventutis) valamint az állam reménye feliratot helyezték el azokon. A szenátusnak kedvező intézkedéseket hozott elődje adóemeléseinek eltörlésével valamint a bírák hatalmának korlátozásával. Kifejezett helyeslés fogadta, hogy a politikai száműzötteknek közkegyelmet adott.

## Keleti hadjárat
Macrinus nem tudta a hadsereg, a légiók lojalitását megtartani, ami a „keleti kérdés” megoldásában tett népszerűtlen intézkedései miatt történt. Armenia uralkodójává II. Tiridatészt, a Caracalla által bebörtönzött király fiát tette, ezzel elvesztette az ország fölötti római ellenőrzést. Nem tudta megállítani a Mezopotámia területére betörő pártus seregeket, elfoglalták a provincia jelentős részét és V. Artabanosz pártus király a római békeajánlatot visszautasította. A Niszibisz közelében vívott háromnapos csata Macrinus számára rosszul végződött s mivel nem bízott csapataiban, a rómaiak számára előnytelen békeszerződést fogadott el. Megállapodott a foglyok visszaadásában és kártérítés fizetésében.

## Államcsíny kialakulása
A veteránok eredménytelenül követelték, hogy visszatérhessenek szülőföldjükre, az újoncok elégedetlenek voltak a fizetésekkel.
A szíriai csapatok megvonták tőle bizalmukat. A körülmények megfelelőek voltak egy államcsínyhez, amit egy szíriai asszony, Iulia Maesa kezdeményezett, aki Septimius Severus elhunyt feleségének nővére volt. A szíriai csapatok átpártoltak és támogatták, mellé álltak a keleti helyőrségek is. Az asszony 14 éves unokáját, Varius Avitus Bassianust (Heliogabalus római császár), emeszai (homszi) papot elvitte a légiók Raphaneaeában (Phoenicia provincia) lévő főhadiszállására, ahol 218. május. 16-án császárrá kiáltották ki. A császárrá kikiáltott Elagabalus Caracalla unokatestvérének volt a fia. A császárnak nem volt ideje a dunai és rajnai légiók behívására, így egy lovassági különítményt küldött a lázadás leverésére Ulpius Iulianus vezetésével, akit katonái megöltek és átálltak a trónkövetelőhöz.

## A császár veresége és halála
Macrinus áthelyezte főhadiszállását Apameiába és a dinasztia megerősítésének látszatát keltve fiát társcsászárává tette. Az ezt követő csatában a légiók mégis ellene fordultak, csak Phoenicia és Egyiptom provinciák helytartói álltak ki mellette, de nem tudtak gyors segítséget nyújtani.
Macrinus maradék seregével Itália felé indult, de Antiocheia mellett támadás érte, változó szerencse után 218. június 8-án csatát vesztett. A császár álöltözetben lóháton Európa felé menekült. A Boszporuszon való átkelésekor egy volt centúriója felismerte, letartóztatták és visszaszállították Antiocheiába, ahol kivégezték.